# 沼蛇属
沼蛇属（学名：Myrrophis），有鳞目蛇亚目水蛇科的一属爬行动物。

## 下属物种
本属包括以下物种：
- 黑斑水蛇 Myrrophis bennettii Gray, 1842
- 中国水蛇 Myrrophis chinensis Gray, 1842
- Myrrophis dakkrongensis Nguyen, Le, Lathrop, Vo, Murphy & Che, 2024[2]